# Barwani
Barwani (o Badwani) è una suddivisione dell'India, classificata come municipality, di 43.222 abitanti, capoluogo del distretto di Barwani, nello stato federato del Madhya Pradesh. In base al numero di abitanti la città rientra nella classe III (da 20.000 a 49.999 persone).

## Geografia fisica
La città è situata a 22° 10' 60 N e 77° 16' 0 E e ha un'altitudine di 382 m s.l.m..

## Società

### Evoluzione demografica
Al censimento del 2001 la popolazione di Barwani assommava a 43.222 persone, delle quali 22.419 maschi e 20.803 femmine. I bambini di età inferiore o uguale ai sei anni assommavano a 6.238, dei quali 3.206 maschi e 3.032 femmine. Infine, coloro che erano in grado di saper almeno leggere e scrivere erano 28.823, dei quali 16.469 maschi e 12.354 femmine.